# Somatisation
 Mise en garde médicale
La somatisation désigne, en médecine, en psychologie, en psychiatrie ou en psychanalyse une traduction physique d'un problème ou d'un conflit psychique ou un trouble somatoforme. 
Elle est à l'origine des maladies psychosomatiques (par exemple, dans des cas de manifestation de rougeurs cutanées).

## Personnalités atteintes de somatisation
- le compositeur allemand Robert Schumann (1810-1856)